# Чефранов, Вадим Александрович
Вадим Александрович Чефранов (укр. Вадим Олександрович Чефранов; 8 марта 1929, село Сергеевка, Гришинский район, Артёмовский округ, Украинская ССР, СССР — 25 августа 2002) — советский и украинский учёный-правовед. Доктор философских наук (1983), профессор (1985). Заслуженный работник народного образования Украины (1995).
Заведующий кафедрами философии и научного коммунизма (1968—1975) и философии (1975—2000) Харьковского юридического института (с 1990 — Украинской юридической академии, с 1995 — Национальной юридической академии Украины имени Ярослава Мудрого).

## Биография

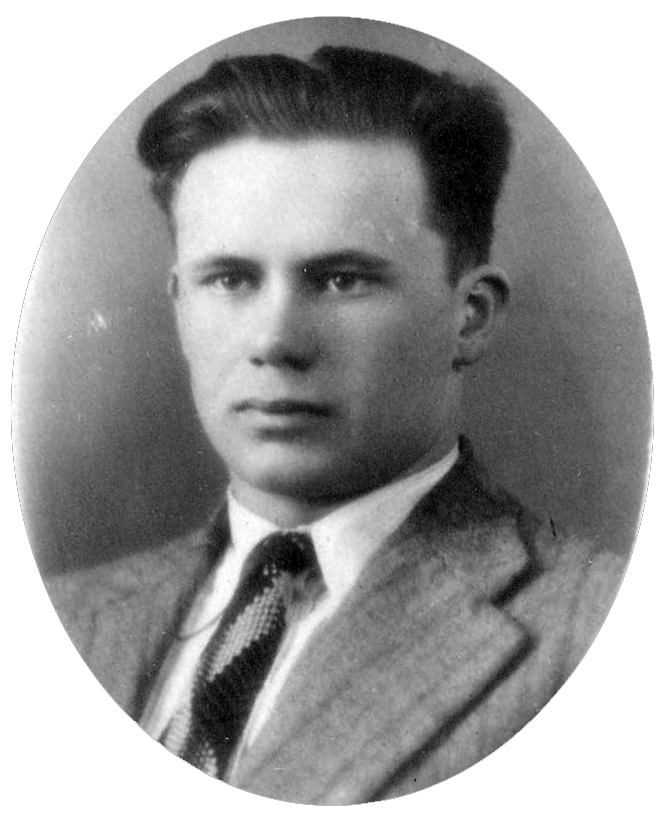
Студент Вадим Чефранов

Вадим Чефранов родился 8 марта 1929 года в селе Сергеевка Гришинского района Артёмовского округа Украинской ССР. Высшее образование получил в Харьковском юридическом институте. Окончив в 1951 году вуз, начал работать в Харьковском областном управлении КГБ СССР, где занял должность следователя.
В 1953 году оставил работу в КГБ и занялся научно-преподавательской деятельностью в Харьковском юридическом институте, где сразу стал ассистентом кафедры марксизма-ленинизма. Однако, уже спустя два года, Вадим Александрович перешёл на партийную работу в местный областной комитет Коммунистической партии Украины, где сначала трудился на должности инструктора отдела науки и культуры, а затем, в 1959—1961 годах был помощником его первого секретаря В. Н. Титова.
В 1961 году Вадим Александрович вновь вернулся на работу в Харьковский юридический институт (с 1990 — Украинская юридическая академия, с 1995 — Национальная юридическая академия Украины имени Ярослава Мудрого), и продолжал в нём трудиться вплоть до своей смерти. Работая на кафедре марксизма-ленинизма, последовательно занимал должности старшего преподавателя и доцента.
В мае 1968 года кафедра марксизма-ленинизма была реорганизована в кафедру философии и научного коммунизма, а заведующим новосозданной кафедры стал В. А. Чефранов. В июле 1975 года кафедра философии и научного коммунизма была реорганизована, и из неё была выделена кафедра философии, которую возглавил Вадим Александрович. Вадим Чефранов продолжал оставаться заведующим кафедрой философии Национальной юридической академии Украины имени Ярослава Мудрого вплоть до 2000 года, когда уступил эту должность О. Г. Данильяну. Затем продолжал работать на должности профессора этой же кафедры.
В. А. Чефранов скончался 25 августа 2002 года.

## Научно-педагогическая деятельность

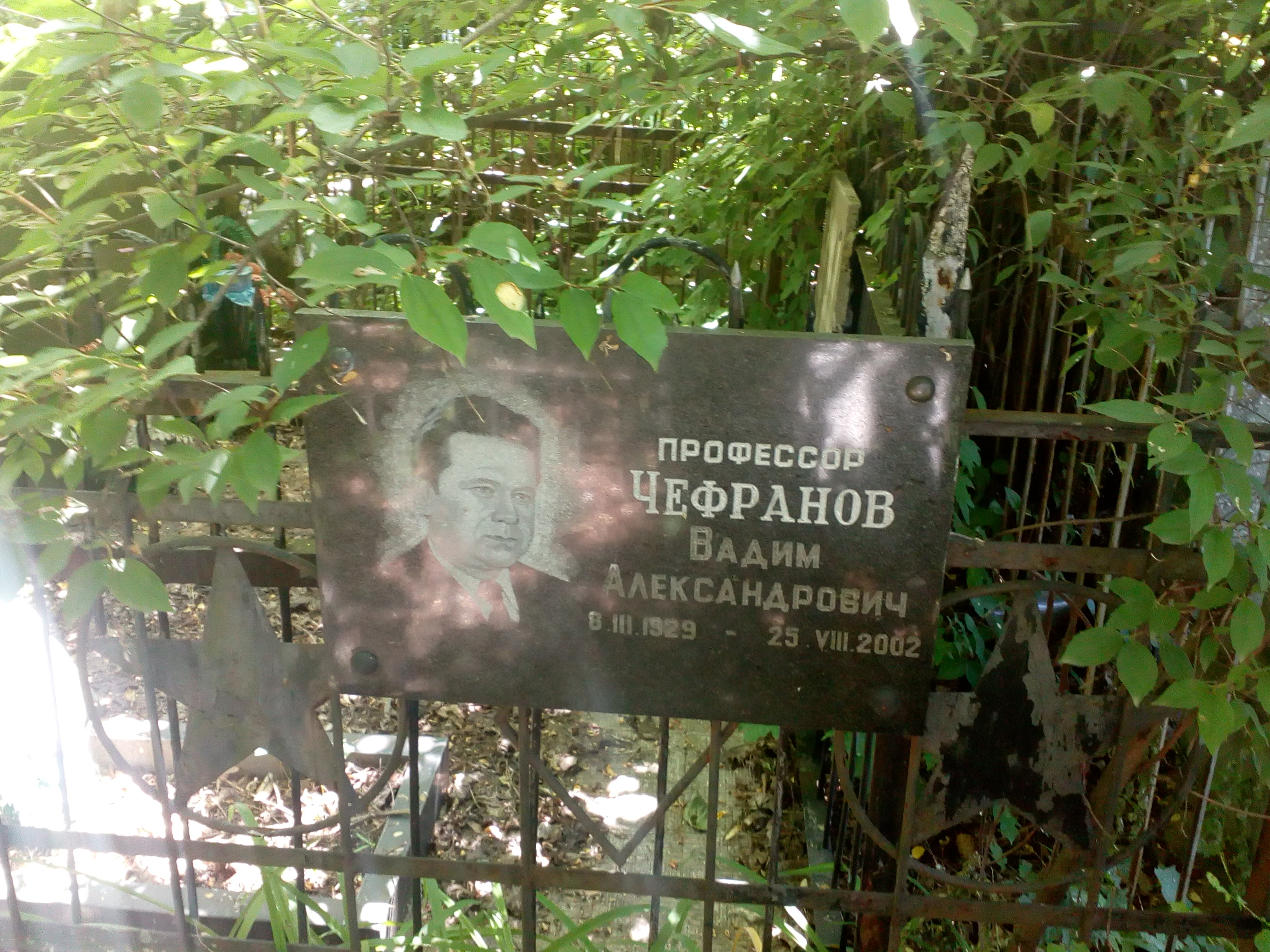
Могила Вадима Чефранова на Втором городском кладбище Харькова

Весь период своей научной деятельности В. А. Чефранов занимался изучением вопросов демократии и правового сознания. Он стал автором и соавтором более чем 60 научных трудов, основными из которых были: «От государства к коммунистическому самоуправлению» (1962, соавтор), «Советская государственность и развитие социалистической демократии» (1974, соавтор), «Правовое сознание как разновидность социального отображения» (1975), «Место юридических норм в системе правового отображения» (1983), «Проблема обратных связей в правовой сознательности» (1988) и «История философии права» (1998, соавтор).
В связи и после издания монографии «Правовое сознание как разновидность социального отображения» на кафедре философии Харьковского юридического института была создана научная школа, которая занимается исследованием философско-правовых вопросов. Изданный в 1998 году курс лекций «История философии права», стал учебно-методической основой для преподавания введенной в 2001 в Национальной юридической академии Украины дисциплины «философия права».
В 1962 году под научным руководством доцента А. Ф. Плахотного Вадим Чефранов написал и защитил диссертацию по теме «Развитие социалистической демократии как закономерность преобразования советского государства в коммунистическое общественное самоуправление» на соискание учёной степени кандидата философских наук. Официальными оппонентами В. А. Чефранова во время защиты диссертации были профессор Ю. Ф. Бухалов и доцент В. О. Партолин. В 1983 году Вадим Александрович защитил диссертацию на соискание учёной степени доктора философских наук по теме «Философские проблемы правового сознания». Научным консультантом данной работы была профессор Е. А. Якуба, а официальными оппонентами на защите — профессора Л. Н. Серебряков, Н. И. Козюбра и Д. А. Жданов. Обе диссертации были защищены в Харьковском юридическом институте. В 1985 году Вадиму Чефранову было присвоено учёное звание профессора.
Также Вадим Александрович принимал участие в подготовке учёных, он был научным руководителем у, как минимум, трёх соискателей учёной степени кандидата юридических наук и научным консультантом у, как минимум двух, соискателей степени доктора юридических наук. Среди докторов наук подготовленных профессором Чефрановым были Л. В. Петрова (1999; тема докторской диссертации — «Фундаментальные проблемы права (философско-правовой дискурс)» (1999) и С. И. Максимов (2002; тема диссертации — «Правовая реальность как предмет правового осмысления»). Среди кандидатов юридических наук подготовленных Вадимом Александровичем, была Л. В. Петрова (1987; тема диссертации — «Аксиологическая функция правовой культуры в системе социальных связей»).

## Награды
Вадим Александрович был удостоен следующих государственных наград и званий:
- Почётное звание «Заслуженный работник народного образования Украины» (Указ Президента Украины № 122/95 от 14 февраля 1995) — «за значительный личный вклад в развитие правовых основ украинской государственности, подготовку высококвалифицированных юридических кадров»[12];
- Орден «Знак Почёта»;
- Юбилейная медаль «За доблестный труд. В ознаменование 100-летия со дня рождения Владимира Ильича Ленина».